# Chiesa di San Giovanni Battista (Zogno)
La chiesa di San Giovanni Battista è il principale luogo di culto cattolico di Poscante, frazione di Zogno, in provincia e diocesi di Bergamo; fa parte del vicariato di Brembilla-Zogno.

## Storia
La chiesa di San Giovanni Battista ha origine molto antiche, risulta che fosse sussidiaria della chiesa di Sorisole, e del feudo vescovile di Bergamo. La pieve cittadina urbana comprendeva una zona molto vasta, e come indicato dallo storico Angelo Mazzi, copriva un territorio di tre miglia intorno alla città di Bergamo.
Il vescovo di Bergamo Alberto da Terzo il 26 ottobre 1249 cedette il giuspatronato ai vicini di Poscante mantenendosi il diritto di decima e decimaria sul territorio per lire 10 e 15 soldi imperiali. Nel 1250 fu quindi smembrata da Sorisole con decreto del vescovo Alberto venendo ammessa al primacerio di Seriate.
Nel 1445 la chiesa fu ampliata e il vescovo Polidoro Foscari l'ha consacrata e intitolata a san Giovanni Battista nel 1447, mentre la torre campanaria, è stata eretta successivamente, la data del 27 aprile 1498 è impressa nel basamento. 
Il 23 settembre 1575 san Carlo Borromeo arcivescovo di Milano visitò la località di Poscante. Dalla relazione della visita pastorale si evince che apparteneva alla pieve di Seriate e non aveva reddito, il parroco era pagato dalla "vicinantia" con uno stipendio annuo di 180 lire. La chiesa era, infatti, inserita nel registro delle commende episcopali. Veniva nominato dal vescovo il parroco ogni sei mesi non essendo parroco titolare di beneficio. Vi era la scuola del Santissimo Sacramento che gestiva l'altare maggiore retta da due sindaci e l'istituto pio della misericordia gestita da quattro sindaci e un canevario. Vi era sussidiaria la cappella dedicata a sant'Antonino.
Sia negli atti del III sinodo diocesano voluto dal vescovo Federico Corner del 1574 sia in un documento del 1577, la parrocchiale è indicata come "nullius plebis" e sottomessa alla cattedrale di san Vincenzo. Successivamente, nel 1659, fu il vescovo san Gregorio Barbarigo a citare negli atti della sua visita pastorale la chiesa faceva parte della chiesa plebana di Serina, e con il giuspatronato della vicinia. Le funzioni erano officiate da un parroco e un chierico coadiutore. Vi erano le scuole del Santissimo Sacramento che getiva l'altare maggiore, del santo Rosario, della Beata Vergine del Carmine e della Dottrina cristiana. Vi era anche il luogo pio della Misericordia di Bergamo.
La chiesa fu inserita nel 1666 nel sommario della chiese della diocesi redatto dal cancelliere della curia Giovanni Giacomo Marenzi, dove viene indicata come "mercenaria de vicini", e "nullius plebis". Sussidiari erano gli oratori di Sant’Antonio abate presente nella contrada di san Martino, della Beata Vergine Maria gestita dai sindaci della scuola del Carmine, e un oratorio della Natività della Beata Vergine in contrada Castegnone La chiesa era retta da un cappellano coadiutore del parroco.
Nel 1673 la parrocchiale fu unita alla vicaria di Villa d'Almè passando dallo stato di "nullius plebis". La parrocchiale fu visitata dal vescovo di Bergamo Giovanni Paolo Dolfin il 9 giugno 1780. La parrocchia nel 1861 fu inserita nella vicaria XXXIV di Zogno. 
Lo scultore Antonio Mario Pirovano nel 1758 realizzò le due state poste ai lati della tribuna. Nell'Ottocento l'edificio non rispondeva più alle esigenze della comunità, si decise quindi un suo ampliamento. Il progetto fu affidato all'architetto Antonio Preda. I lavori iniziarono nel 1863 e terminarono nel 1869, anno in cui la chiesa fu consacrata dal vescovo Pier Luigi Speranza.
La torre campanaria fu maggiormente elevata nel 1953 su progetto di Agostino Brozzoni e il 29 giugno fu consacrato da monsignor Giuseppe Maggi il concerto di campane della ditta Daciano Colbachini. Le antiche campane erano state sequestrate durante il secondo conflitto mondiale.
Il novecento vide la chiesa oggetto di lavori di ammodernamento e mantenimento e la posa del nuovo altare rivolto verso la navata rispondente all'adeguamento liturgico delle chiese.
Con decreto del 27 maggio 1979 del vescovo di Bergamo Giulio Oggioni, la chiesa fu inserita nel vicariato di Brembilla-Zogno.

## Descrizione

### Esterno
L'edificio di culto si presenta dal classico orientamento liturgico ed è anticipato dal sagrato pavimentato in selciato e parte in ciottolato. La facciata è anticipata dal porticato con tre aperture a sesto acuto in muratura che prosegue sul lato a nord posto a quota inferiore, ma che si apre sul sagrato con due archi sempre a tutto sesto.
La facciata intonacata presenta centrale il portale a sesto acuto con paraste e architrave in ceppo sopraelevato da due gradini. La sezione superiore della facciata è in pietra a vista con un grande rosone centrale, mentre laterali in due nicchie, vi sono le statue in pietra di Vicenza dei santi Giovanni Battista e Antonio abate. Il frontone termina con la parte delimitata da lesene terminanti con pinnacoli a forma piramidale.

### Interno
L'interno a navata unica è suddiviso da colonne binate in tre campate. Le colonne reggono gli arconi a sesto acuto. Le campate hanno volte a crociera ogivale e cappelle sopraelevate. Il battistero è posto nella prima campata a sinistra, mentre la seconda campata è dedicata alla zona penitenziale con la presenza di due confessionali in noce. La cappella dedicata alla Madonna del Santo Rosario è posta nella terza campata, e presenta l'altare e ancona in stucco a lucido decorati a finto marmo; corrispondente la cappella dedicata al Sacro Cuore di Gesù che conserva nella mensa dell'altare le reliquie dei santi. Tra la terza e la quarta campata di sinistra vi è il pulpito ligneo decorato con figure di piccoli putti, cariatidi e leonine. 
Il transetto è a pianta quadrata di misura maggiore rispetto alla navata, con la cupola ottagonale che si inserisce a mezzo di pennacchi e tamburo, completa di quattro finestre a sesto acuto. Ai lati vi sono due cappelle. A sinistra quella dedicata a Cristo Crocifisso con altare e ancona in marmo e le statue della Madonna e di San Giovanni Battista e corrispondente la cappella dedicata alla Madonna con la statua della Madonna Immacolata. In due nicchie vi sono le statue dei santi Sebastiano e Rocco.
La zona presbiteriale è anticipata dall'arco trionfale a sesto acuto sostenuto da due colonne che regge la cupola e da sei gradini. La zona ha copertura a tazza ottagonale. La parte termina con l'abside coperta da catino con due finestre che danno luce al presbiterio, a sesto acuto. Il grande altare barocco è posto centralmente, per tradizione fu donato dalla chiesa di Sant'Alessandro della Croce di Bergamo. La parte termina con il coro ligneo composto da 17 stalli in noce e sulla parte superiore il grande dipinto raffigurante San Giovanni Battista che presenta ai discepoli il Messia.